# 君士坦丁·貝斯梅特爾
君士坦丁·貝斯梅特爾（俄语：Константин Бессмертны，1964年—），生於前蘇聯布拉戈維申斯克，於1992年移居澳門，為澳門著名畫家，並於2007年代表澳門參加第52届威尼斯雙年展。

## 生平
君士坦丁於年少時期對藝術產生興趣，在14歲時就舉辨了第一個個展。君士坦丁曾就讀布拉戈維申斯克的藝術學院、伯力的美術師範學院，並於1992年畢業於海參崴美術學院。大學畢業後，君士坦丁受邀到澳門參加一個中俄藝術聯展，因此首次進入亞洲。起初君士坦丁并沒有打算留在澳門生活，但由於生活、工作、及家庭原因而選擇定居在澳門。現時主要在香港及澳門兩地從事藝術創作及平面設計等工作。

## 外部連結
- 官方网站
- 澳門全藝社 （页面存档备份，存于）